# Winter-Paralympics 2006/Teilnehmer (Belgien)
| stlisierte Goldmedaille | stlisierte Silbermedaille | stlisierte Bronzemedaille |
| ----------------------- | ------------------------- | ------------------------- |
| —                       | —                         | —                         |

Belgien nahm an den Winter-Paralympics 2006 in Turin mit einer Athletin teil.

## Teilnehmer nach Sportarten

### Sledge-Eishockey
Keine belgischen Teilnehmer.

### Ski Alpin
Damen:
- Natasha de Troyer
Slalom, sehbehindert: 4. Platz
Riesenslalom, sehbehindert: 5. Platz
Abfahrt, sehbehindert: 5. Platz
Super-G, sehbehindert: 5. Platz

### Ski Nordisch (Biathlon und Skilanglauf)
Keine belgischen Teilnehmer.

### Rollstuhlcurling
Keine belgischen Teilnehmer.